# 浅野千鶴子
浅野 千鶴子（あさの ちづこ、旧字体：淺野 千鶴子 、1904年（明治37年）3月22日 - 1991年（平成3年）3月3日）は、日本の声楽家（ソプラノ）、音楽教育者。東京藝術大学名誉教授。民謡歌手で秋田県出身の浅野千鶴子は同姓同名の別人。

## 経歴
高知県高知市出身。1927年（昭和2年）東京音楽学校研究科修了。永井郁子に師事し、マルガレーテ・ネトケ＝レーヴェ、長坂好子の指導も受けた。1920年代から文化学院の教壇に立つ。1929年（昭和4年）4月 京城で「山田耕筰作品発表会」に出演（ピアノ：山田耕筰、ヴァイオリン：黒柳守綱、ソプラノ：浅野千鶴子）。1930年（昭和5年）東京でリサイタル・デビュー。1935年（昭和10年）東京音楽学校第75回定期演奏会（於：日比谷公会堂）でバッハ『聖母讃歌』ソリスト（指揮：クラウス・プリングスハイム、ソプラノ：浅野千鶴子、メゾソプラノ：田中伸枝、アルト：齋藤英子、テノール：木下保、バス：伊藤武雄）。1936年（昭和11年）東京音楽学校第80回定期演奏会でラモー：カンタータ『オルフィス』ソロ（指揮：クラウス・プリングスハイム）。1937年（昭和12年）から1940年（昭和15年）イタリア留学。演奏家として日本歌曲、フランス歌曲の普及につとめた。1942年（昭和17年）6月 日本青年館で浅野千鶴子独唱会。1948年（昭和23年）札幌にてドビュッシー三十年記念「フランス歌曲独唱会」浅野千鶴子：ソプラノ・野辺地瓜丸：ピアノ。同年9月毎日ホールにおける中田喜直第一回作品発表会・ピアノリサイタルで『六つの子供の歌』を歌う。このとき浅野は44歳であるが、すでに東京音楽学校教授として「声楽界の大御所的な存在だった」という。1952年（昭和27年）釧路公民館にて浅野千鶴子：ソプラノ・野辺地爪丸：ピアノ ジョイントコンサート。
演奏活動と並行して、音楽教育者として後進の育成にも力を注ぎ、留学後に東京音楽学校講師、助教授を経て、1944年（昭和19年）教授。退職後に東京藝術大学名誉教授。1969年（昭和44年）から1973年（昭和48年）愛知県立芸術大学教授、1979年（昭和54年）からフェリス女学院短期大学音楽科声楽部門講師。のち東京純心女子短期大学教授を務めた。とりわけ伊藤京子の師であったことは特筆されるべきであろう。他にも門下生としては、常森寿子、松島詩子、安西愛子、岩本直子、中屋早紀子、山田暢、後藤基裕、伊崎燁子、木村賀洋子、山本洋子、竹村靖子、市川倫子、長谷川眞弓、関定子、北村さおりなどがいる。
1991年（平成3年）3月3日逝去。86歳没。

## 主な受賞歴
- 1974年（昭和49年）勲三等宝冠章[2]

## 著書

### 楽譜
- 『フォーレ歌曲集』解説 浅野千鶴子・鈴木重教（全音楽譜出版社、1959年）

## 主なディスコグラフィー
- 二重唱：千草の花 永井郁子、浅野千鶴子、海老名道子[ピアノ] (ニッポノホン、商品番号:16295、1926-10)[1]
- 獨唱：かもめ 室生犀星[作詞]、弘田龍太郎[作曲]、淺野千鶴子、弘田龍太郎[指揮 ]、コロムビア管絃樂團 (コロムビア、商品番号:32012_2207174)[1]※1941年（昭和16年）4月新譜
- 独唱：皇后陛下御誕辰奉祝歌（二） 佐佐木信綱[作詞]、信時潔 [作曲]、浅野千鶴子  (コロムビア（戦前）、商品番号:33741、1941-06)[1]
- 交響詩：『大陸の黎明』第一楽章（その一） 北原白秋[作詞]、山田耕筰[作曲]、山田耕筰[指揮]、日本放送交響楽団 、浅野千鶴子[独唱]、木下保[独唱]、伊藤武雄[独唱] (コロムビア（戦前）、商品番号:S6011)[1]
- 交響詩：『大陸の黎明』第一楽章（その二） 北原白秋[作詞]、山田耕筰[作曲]、山田耕筰[指揮]、日本放送交響楽団、浅野千鶴子[独唱]、木下保[独唱]、伊藤武雄[独唱] (コロムビア（戦前）、商品番号:S6011)[1]
- 交響詩：『大陸の黎明』第二楽章（その一） 北原白秋[作詞]、山田耕筰[作曲]、山田耕筰[指揮]、日本放送交響楽団、浅野千鶴子[独唱]、木下保[独唱]、伊藤武雄[独唱] (コロムビア（戦前）、商品番号:S6012)[1]
- 交響詩：『大陸の黎明』第二楽章（その二） 北原白秋[作詞]、山田耕筰[作曲]、山田耕筰[指揮]、日本放送交響楽団、浅野千鶴子[独唱]、木下保[独唱]、伊藤武雄[独唱] (コロムビア（戦前）、商品番号:S6012)[1]
- 交響詩：『大陸の黎明』第三楽章（その一） 北原白秋[作詞]、山田耕筰[作曲]、山田耕筰[指揮]、日本放送交響楽団、浅野千鶴子[独唱]、木下保[独唱]、伊藤武雄[独唱] (コロムビア（戦前）、商品番号:S6013)[1]
- 交響詩：『大陸の黎明』第三楽章（その二） 北原白秋[作詞]、山田耕筰[作曲]、山田耕筰[指揮]、日本放送交響楽団、浅野千鶴子[独唱]、木下保[独唱]、伊藤武雄[独唱] (コロムビア（戦前）、商品番号:S6013)[1]
- 交響詩：『大陸の黎明』第四楽章（その一） 北原白秋[作詞]、山田耕筰[作曲]、山田耕筰[指揮]、日本放送交響楽団、浅野千鶴子[独唱]、木下保[独唱]、伊藤武雄[独唱](コロムビア（戦前）、商品番号:S6014)[1]
- 交響詩：『大陸の黎明』第四楽章（その二） 北原白秋[作詞]、山田耕筰[作曲]、山田耕筰[指揮]、日本放送交響楽団、浅野千鶴子[独唱]、木下保[独唱]、伊藤武雄[独唱] (コロムビア（戦前）、商品番号:S6014)[1]
- 交響詩：『大陸の黎明』第五楽章（その一） 北原白秋[作詞]、山田耕筰[作曲]、山田耕筰[指揮]、日本放送交響楽団、浅野千鶴子[独唱]、木下保[独唱]、伊藤武雄[独唱] (コロムビア（戦前）、商品番号:S6015)[1]
- 交響詩：『大陸の黎明』第五楽章（その二） 北原白秋[作詞]、山田耕筰[作曲]、山田耕筰[指揮]、日本放送交響楽団、浅野千鶴子[独唱]、木下保[独唱]、伊藤武雄[独唱] (コロムビア（戦前）、商品番号:S6015)[1]
- 独唱：おもいで 藤浦洸[作詞]、越谷達之助 [作曲]、奥山貞吉[編曲]、浅野千鶴子 (コロムビア（戦前）、商品番号:100647、1943-02)[1]
- 独唱：口笛吹きぬ 石川啄木[作詞]、越谷達之助[作曲]、服部良一 [編曲]、浅野千鶴子 (コロムビア（戦前）、商品番号:100647、1943-02)[1]
- 愛国百人一首：わが脊子は 安倍女郎[作詞]、山田耕筰[作曲]、浅野千鶴子、東京音楽学校生徒[合唱] (コロムビア（戦前）、商品番号:100689、1943-04)[1]
- エクゾーデのメニユエツト・私は齒朶になりたい 淺野千鶴子[ソプラノ獨唱]、野邊地瓜丸[ピアノ] (Columbia、商品番号:B111)[1]
- 厭よ、森なんかにゆくのは・來れ、快よき春よ 淺野千鶴子[ソプラノ獨唱]、野邊地瓜丸[ピアノ] (Columbia、商品番号:B111)[1]
- いゝえ．私は信じません 淺野千鶴子[ソプラノ獨唱]、野邊地瓜丸[ピアノ] (Columbia、商品番号:B112)[1]
- ナネツト・何でも ものには 潮時がある 淺野千鶴子[ソプラノ獨唱]、野邊地瓜丸[ピアノ] (Columbia、商品番号:B112)[1]
- 山田耕筰名歌曲集 第二輯 獨唱 鐘が鳴ります 北原白秋 [作詞]、山田耕筰[作曲]、淺野千鶴子、野辺地勝久[ピアノ伴奏] (コロムビア、商品番号:B144_1211214)[1]
- 山田耕筰名歌曲集 第二輯 獨唱 野薔薇 三木露風 [作詞]、山田耕筰[作曲]、淺野千鶴子、野辺地勝久[ピアノ伴奏] (コロムビア、商品番号:B144_2211215)[1]
- ドビュッシー：忘れられた小歌(ヴェルレーヌ詩) 浅野千鶴子(ソプラノ) 野邊地瓜丸(ピアノ) 1950年録音 日本コロムビア B177/9[3]
- 信濃の國（上） 淺井冽[作詞]、北村季晴[作曲]、小山淸茂[編曲 ]、淺野千鶴子[ソプラノ]、鷲崎良三[テナー]、三枝喜美子[アルト]、尾籠晴夫[バス]、コロムビア合唱團 (コロムビア、商品番号:B313_1214144)[1]
- 信濃の國（下） 淺井冽[作詞]、北村季晴[作曲]、小山淸茂[編曲]、淺野千鶴子[ソプラノ]、鷲崎良三[テナー]、三枝喜美子[アルト]、尾籠晴夫[バス]、コロムビア合唱團 (コロムビア、商品番号:B313_2214145)[1]
- 伊太利歌曲選 獨唱 やさしい若者よ G.B.ペルゴレージ[作曲 ]、浅野千鶴子[独唱]、伊達純[ピアノ] (コロムビア、商品番号:B422_2213140)[1]
- 山田耕筰の遺産(5)歌曲編V オムニバス CD 1996年4月20日 日本コロムビア[24]
- 日本SP名盤復刻選集III オムニバス CD7枚組 ロームミュージックファンデーション
- SP音源復刻盤 信時潔作品集成（2008年度（平成20年度）文化庁芸術祭大賞受賞）オムニバス 2008年11月19日 日本伝統文化振興財団[25]
- [SP音源による]コロムビア・ヴィンテージ・コレクション Vol.1 日本人アーティスト編 オムニバス 2009年9月18日 日本コロムビア[26]
- SP音源による『伝説の名演奏家たち』－日本人アーティスト編 2010年1月19日 コロムビア COCQ-84696-7